# 菊水酒造 (高知県)
菊水酒造株式会社（きくすいしゅぞう）とは、高知県安芸市に所在する日本酒・焼酎の製造・販売を行う企業（酒蔵）である。女性だけの企画開発部門があり、女性向け商品の開発に力を入れている。2010年からは一般の女性を集めて女性社員と共に商品開発・マーケティングを行う「女性による女性のためのお酒作りプロジェクト」を実施、様々な商品が発売されている。

## 沿革
- 江戸時代 - 創業。
- 1948年11月 - 「菊水酒造合資会社」として企業組織化。
- 2002年7月 - 株式会社に組織変更。「菊水酒造株式会社(法人番号：6490001006784)」となる。
- 2016年6月 - 新会社「株式会社菊水酒造(法人番号：1490001008364)」を設立
- 2016年10月3日 - 菊水酒造株式会社(旧会社)から株式会社菊水酒造(新会社)へ事業譲渡し、同時に新会社の商号を「菊水酒造株式会社」に・旧会社を「株式会社キャンバス」にそれぞれ変更。株式会社キャンバスの本店登記を高知県高知市城山町へ移転。
- 2020年4月 - アルコール度数77度の高濃度スピリッツ「アルコール77」の製造を開始。「※当商品は消毒用アルコールと同等のアルコール分を含んでおりますが、消毒や除菌を目的に製造されたものではありません。」との注意書きがあるものの、プレスリリースに添えられた社長挨拶では平成30年7月豪雨に際する各方面からの支援に対する恩返しとしており[2]、新型コロナウィルスの流行で不足する消毒用アルコールを事実上代替するものと報じられている[3]。
- 2020年9月8日 - 高知地裁より株式会社キャンバスの特別清算手続の開始命令が下る。（事件番号：令和2年(ﾋ)第101号)

## 主な銘柄

### 日本酒
- 純米大吟醸 菊水
- 不老・長寿 菊水
- 純米吟醸 四万十川
- 純米吟醸 深海酒
- 名水 土佐吟醸
- 本格日本酒 龍馬
- もろはく酒 しろうま
- 土佐の酒蔵
- きららきくすい

### 焼酎
- 本格焼酎 竜馬
- 本格焼酎 空海
- 芋焼酎 尊尊我無
- 栗焼酎 一無尽
- 米焼酎 九十九
- 清酒取り焼酎 風鳴子

### その他
- ゼリーのお酒
- ヨーグルトのお酒
- ミード
  - はちみつのお酒
  - ハニームーン
  - シークレット・オブ・クレオパトラ
  - HONEY RICH プレーン
  - HONEY RICH ジンジャー
- リキュール
  - なごみの果実
    - うめ、ぶどう、やまもも、ゆず、レモン

  - 梅美人
  - 柚子美人
  - ヤマモモワイン
  - E-style
- スピリッツ
  - 黒糖酒
  - ラム酒
    - ジャパニーズラム 龍馬(RYOMA)
    - セブンシーズ(SEVEN SEAS)

  - アルコール77